# Salem (district)
Salem is een district van de Indiase staat Tamil Nadu. Het district telt 2.992.754 inwoners (2001) en heeft een oppervlakte van 5220 km².
Salem werd gesticht in 1956, als een van de 13 districten van de toenmalige deelstaat Madras. De huidige aangrenzende districten Dharmapuri en Namakkal behoorden aanvankelijk ook tot Salem. Zij splitsten zich respectievelijk in 1966 en 1997 af.
Hoofdstad: Chennai
Districten: Ariyalur · Chengalpattu · Chennai · Coimbatore · Cuddalore · Dharmapuri · Dindigul · Erode · Kallakurichi · Kanchipuram · Kanyakumari · Karur · Krishnagiri · Madurai · Mayiladuthurai · Nagapattinam · Namakkal · Nilgiris · Perambalur · Pudukkottai · Ramanathapuram · Ranipet · Salem · Sivaganga · Tenkasi · Thanjavur · Theni · Thoothukudi · Tiruchirappalli · Tirunelveli · Tirupattur · Tirupur · Tiruvallur · Tiruvannamalai · Tiruvarur · Vellore · Viluppuram · Virudhunagar